# Serhej Poltorazkyj
Serhej Aleksandrowytsch Poltorazkyj (ukrainisch Сергей Александрович Полторацкий, wiss. Transliteration Serhej Aleksandrovyč Poltorackyj; * 28. Oktober 1947 in Proskuriw) ist ein ehemaliger sowjetischer Gewichtheber. Er wurde 1977 Weltmeister im Mittelschwergewicht.

## Leben
Serhej Poltorazkyj begann im Jahre 1965 in Riga mit dem Gewichtheben. Nach ersten größeren Erfolgen im nationalen Bereich trat er in die Sowjetarmee ein und wechselte 1971 nach Kiew, wo er Mitglied des dortigen Armee-Sportklubs (ZSKA) wurde.
1970 belegte er bei der sowjetischen Meisterschaft im Mittelschwergewicht mit 507,5 kg im olympischen Dreikampf den 2. Platz hinter Wassili Kolotow, der 532,5 kg erreichte. Ein Jahr darauf, schaffte er bei der gleichen Meisterschaft bereits 520 kg, musste sich trotzdem mit dem 3. Platz begnügen, weil Kolotow 537,5 kg und David Rigert 535 kg erreichte. Wassili Kolotow und vor allem der Ausnahmeathlet David Rigert waren es auch, die die internationale Karriere von Serhej Poltorazkyj verzögerten, weil sie von diesem nicht zu bezwingen waren.
1974 wurde Serhej Poltorazkyj zusammen mit David Rigert dann doch bei der Europameisterschaft in Verona im Mittelschwergewicht eingesetzt und erreichte dort 362,5 kg (162,5–200) im Zweikampf. Mit dieser Leistung belegte er hinter David Rigert, der 385 kg erreichte und dem Bulgaren
Andon Nikolow, der ebenfalls auf 385 kg kam, den 3. Platz. Auch bei der Weltmeisterschaft 1974 in Manila war er am Start und kam dort mit 367,5 kg (162,5–205) hinter David Rigert, 387,5 kg, sogar auf den 2. Platz, weil Andon Nikolow dort nicht antrat.
Bei der Welt- und Europameisterschaft 1975 in Moskau steigerte sich Serhej Poltorazkyj im Mittelschwergewicht auf 372,5 kg (165–207,5) und erreichte damit hinter David Rigert, 377,5 kg, wieder den 2. Platz.
Bei der sowjetischen Meisterschaft 1976 erreichte Serhej Poltorazkyj mit 392,5 kg (175–217,5) im Zweikampf des Mittelschwergewichts eine persönliche Bestleistung und belegte damit hinter David Rigert, der mit 400 kg (180–220) im Zweikampf einen neuen Weltrekord aufstellte den 2. Platz. Er wurde daraufhin zu den Olympischen Spielen nach Montreal entsandt. In Montreal erlebte er dann den schwärzesten Tag seiner Gewichtheberlaufbahn, denn er scheiterte dort im Reißen dreimal an seinem Anfangsgewicht von 162,5 kg und gab danach entnervt auf. Ohne Zweikampfleistung blieb er damit unplatziert.
Bei der sowjetischen Meisterschaft 1977 startete David Rigert eine Klasse höher, im 1. Schwergewicht, das neu eingeführt worden war. Serhej Poltorazkyj kam bei dieser Meisterschaft im Mittelschwergewicht auf 362,5 kg (162,5–200) und belegte damit nur den 3. Platz hinter Adam Saidulajew, 375 kg und Pawel Syrtschin, 370 kg. Der sowjetische Gewichtheber-Verband entsandte ihn aber trotzdem zur Weltmeisterschaft nach Stuttgart, weil Saidulajew und Syrchin noch keine Erfahrungen bei internationalen Meisterschaften hatten. Serhej Poltorazkyj erfüllte in Stuttgart die Erwartungen seines Verbandes und wurde mit 375 kg (167,5–207,5) Weltmeister vor Rolf Milser aus der Bundesrepublik Deutschland, der 370 kg (162,5–207,5) erreichte.
1878 wurde Serhej Poltorazkyj bei der sowjetischen Meisterschaft im Mittelschwergewicht mit 375 kg (165–210) Dritter hinter dem in diese Gewichtsklasse zurückgekehrten David Rigert, 380 kg und Adam Saidulajew, der ebenfalls 380 kg erzielte. Ab diesem Zeitpunkt wurde er dann bei keiner internationalen Meisterschaft mehr eingesetzt, war aber noch bis 1980 aktiv und erzielte in diesem Jahr mit 227,5 kg im Stoßen des 1. Schwergewichts sogar einen Weltrekord.

## Internationale Erfolge
| Jahr | Platz | Wettbewerb                                                            | Art | Gewichtsklasse | |
| 1970 | 4.    | Großer Preis der UdSSR in Minsk                                       | OD  | Mittelschwer   | mit 502,5 kg, hinter Kaarlo Kangasniemi, Finnland, 520 kg, Wassili Kolotow, 510 kg u. Pachomow, 507,5 kg, bde. UdSSR |
| 1974 | 2.    | Intern. Turnier in Jerewan                                            | ZK  | Mittelschwer   | mit 357,5 kg, hinter Peter Petzold, DDR, 360 kg u. Awizen, Polen, 345 kg                                             |
| 1974 | 3.    | EM in Verona                                                          | ZK  | Mittelschwer   | mit 362,5 kg (162,5–200), hinter David Rigert, UdSSR, 385 kg u. Andon Nikolow, Bulgarien, 385 kg                     |
| 1974 | 2.    | Baltic-Cup in Växjö                                                   | ZK  | Mittelschwer   | mit 347,5 kg, hinter Peter Petzold, 357,5 kg u. vor Hans Bettembourg, Schweden, 340 kg                               |
| 1974 | 2.    | WM in Manila                                                          | ZK  | Mittelschwer   | mit 367,5 kg (162,5–205), hinter David Rigert, 387,5 kg u. vor Peter Petzold, 355 kg                                 |
| 1975 | 2.    | WM + EM in Moskau                                                     | ZK  | Mittelschwer   | mit 372,5 kg (165–207,5), hinter David Rigert, 377,5 kg, vor Peter Petzold, 362,5 kg                                 |
| 1976 | unpl. | OS in Montreal                                                        | ZK  | Mittelschwer   | mit 3 Fehlversuchen im Reißen                                                                                        |
| 1977 | 1.    | Großer Preis der UdSSR in Wilna                                       | ZK  | Mittelschwer   | mit 365 kg, vor Iwantschenko, 362,5 kg u. Altujew, 355 kg, bde. UdSSR                                                |
| 1977 | 1.    | WM + EM in Stuttgart                                                  | ZK  | Mittelschwer   | mit 375 kg (167,5–207,5), vor Rolf Milser, BRD, 370 kg (162,5–207,5) u. Alberto Blanco, Kuba, 355 kg                 |
| 1978 | 1.    | Baltic-Cup in Wolfsburg                                               | ZK  | Mittelschwer   | mit 380 kg, vor Hennig, DDR, 360 kg                                                                                  |
| 1979 | 1.    | Meisterschaft der Armeen der soz. Länder (SKDA-Meisterschaft) in Lwow | ZK  | 1. Schwer      | mit 387,5 kg, vor Pljutz, UdSSR, 370 kg u. Matkiewicz, ČSSR, 335 kg                                                  |

## Sowjetische Meisterschaften
| Jahr | Platz | Art | Gewichtsklasse |                                                                          |
| 1970 | 2.    | OD  | Mittelschwer   | mit 507,5 kg, hinter Wassili Kolotow, 532,5 kg u. vor Perkonts, 492,5 kg |
| 1971 | 3.    | OD  | Mittelschwer   | mit 520 kg, hinter Wassili Kolotow, 537,5 kg u. David Rigert, 535 kg     |
| 1973 | 2.    | ZK  | Mittelschwer   | mit 352,5 kg, hinter David Rigert, 375 kg u. Wassili Kolotow, 365 kg     |
| 1974 | 2.    | ZK  | Mittelschwer   | mit 365 kg, hinter David Rigert, 367,5 kg, vor Penkowski, 360 kg         |
| 1975 | 2.    | ZK  | Mittelschwer   | mit 385 kg, hinter David Rigert, 382,5 kg, vor Beljajew, 365 kg          |
| 1976 | 2.    | ZK  | Mittelschwer   | mit 392,5 kg, hinter David Rigert, 400 kg, vor Adam Saidulajew, 385 kg   |
| 1977 | 3.    | ZK  | Mittelschwer   | mit 362,5 kg, hinter Adam Saidulajew, 375 kg u. Pawel Syrtschin, 370 kg  |
| 1978 | 3.    | ZK  | Mittelschwer   | mit 375 kg, hinter David Rigert, 380 kg u. Adam Saidulajew, 380 kg       |

## Weltrekorde
| Datum        | Ort    | Gewichtsklasse | Disziplin | Leistung |
| 24. Mai 1970 | Wilna  | Mittelschwer   | Drücken   | 182 kg   |
| 17. Mai 1980 | Moskau | 1. Schwer      | Stoßen    | 227,5 kg |

## Erläuterungen
- Art = Wettkampfart, OD oder ZK,
- OD = olympischer Dreikampf, bestehend aus Drücken, Reißen und Stoßen,
- ZK = Zweikampf, bestehend aus Reißen und Stoßen, 1973 eingeführt
- OS = Olympische Spiele,
- WM = Weltmeisterschaft,
- EM = Europameisterschaft,
- Mittelschwergewicht, damals bis 90 kg Körpergewicht,
- 1. Schwergewicht, damals bis 100 kg Körpergewicht, 1977 eingeführt